# Chuck Norris
Chuck Norris, vlastním jménem Carlos Ray Norris Jr. (* 10. března 1940 Ryan, Oklahoma) je známý americký akční herec, mistr bojových umění a mediální osobnost s čerokíjskými a irskými kořeny. V osmnácti letech nastoupil do armády a byl poslán do Jižní Koreje. Zde získal přezdívku Chuck a začal se věnovat bojovým uměním.
Vystupoval v řadě filmů, včetně snímku Cesta draka, kde hrál s Brucem Lee. V letech 1993–2001 ztvárnil hlavní postavu televizní série Walker, Texas Ranger, Cordella Walkera. Je tvůrcem vlastního bojového umění Chun Kuk Do.
Je zbožným evangelikálem a politickým konzervativcem. Podporuje řadu republikánských politiků a jejich aktivity a kampaně a přispívá na konzervativní web WorldNetDaily.
Od 2. prosince 2010 se také může pyšnit titulem Čestný Texas Ranger.

## Názory
Je členem evangelikální církve; vyslovil se pro používání Bible a společné modlitby ve školách. Je stoupencem biblického kreacionismu.
Je odpůrcem potratů, na toto téma napsal několik článků a esejí. Několikráte kritizoval propotratová stanoviska Baracka Obamy, v kampani v roce 2008 s odkazem na ně podpořil senátora McCaina. V roce 2010 vyzval k podepisování Manhattanské deklarace.

## Zajímavosti
- V říjnu roku 2010 natáčel v Praze vánoční reklamní spoty pro satelitní televizi společnosti T-Mobile.
- Inspiroval Joea Rogana začít s bojovými sporty.
- Je držitelem 3. stupně černého pásu v brazilském jiu-jitsu.
- Má svoji hvězdu na Hollywoodském chodníku slávy na adrese 7000 Hollywood Boulevard v Los Angeles v Kalifornii od 15. prosince 1989.
- Herec je šestinásobný mistr světa v karate.
- Často trénoval[ujasnit] s Brucem Lee.
- V roce 1968 se přihlásil k policii a během čekání zda bude přijat, založil vlastní školu bojových umění.

## Filmografie
- Zelené barety (1968)
- The Wrecking Crew (1969)
- Cesta draka (1972)
- The Student Teachers (1973)
- Masakr v San Franciscu (1974)
- The Warrior Within (1976)
- Bourák (1976)
- Bruce Lee, the Legend (1977)
- Správní chlapi nosí černou (1978)
- Hra smrti (1978)
- Oddíl jedna (1979)
- Osmiúhelník (1980)
- Oko za oko (1981)
- Tichý vztek (1982)
- Vynucená pomsta (1982)
- Osamělý vlk McQuade (1983)
- Nezvěstní v boji (1984)
- Nezvěstní v boji 2 (1985)
- Kód ticha (1985)
- Invaze U.S.A. (1985)
- Delta Force (1986)
- Firewalker (1986)
- Braddock: Ztracen v boji (1988)
- Sám proti teroru (1988)

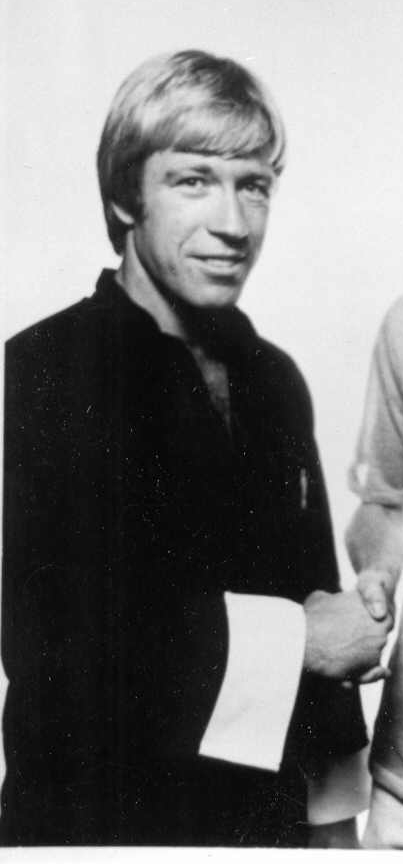
Chuck Norris v roce 1976

- Delta Force 2: Kolumbijská spojka (1990)
- Hitman 3: Likvidátor (1991)
- Mistr kickboxu (1992)
- Zásah z pekla (1993)
- Top Dog (1995)
- Zálesák (1996)
- Loganova válka (TV, 1998)
- Prezidentův muž (TV, 2000)
- Prezidentův muž 2: Ground Zero (TV, 2002)
- Bells of Innocence (2003)
- Vybíjená (2004)
- The Contender (2005)
- Krvavé diamanty (2005)
- Birdie and Bogey (producent, 2009)
- Expendables 2 (2012)
- Zombie Plane: Z-Force 1 (2023)
- Agent Recon (2024)

## Fakta o Chucku Norrisovi
Stal se námětem stovek krátkých vtipů na téma jeho smyšlené dokonalosti. Tyto anekdoty, tzv. „Fakta o Chucku Norrisovi“ (anglicky Chuck Norris facts), jsou ve skutečnosti satirickými faktoidy. Vtipy, které sám Chuck Norris označil za své nejoblíbenější, jsou tyto:
- Jedině Chuck Norris zazpívá duet sám.
- Slzy Chucka Norrise léčí rakovinu. Škoda, že neplakal. Nikdy.
- Chuck Norris se soudí s NBC, tvrdí, že Zákon a Pořádek jsou registrovaná jména jeho pravé a levé nohy.
- Když jde bubák spát, každou noc se podívá do skříně, jestli tam není Chuck Norris.
- Na poslední stránce Guinnessovy knihy světových rekordů je malým písmem uvedeno, že všechny rekordy drží Chuck Norris a zde uvedení lidé jsou prostě ti, co se mu nejvíce přiblížili.
- Když Chuck Norris vyřizuje své daně, pošle jen čistý formulář a přiloží jen svou fotku, kde je přikrčený a připravený k útoku. Chuck Norris ještě nikdy nemusel platit daně.
- Chuck Norris nestlouká máslo. Kopne krávu kopem s otočkou a dostane máslo přímo.
- Chuck Norris se dokáže vyčurat do rohu v kulatém pokoji.
- Chuck Norris dokáže zahubit i obří černou díru. Černá díra ho jednou spolkla a ihned vyplivla, následkem toho zbledla.
- Chuck Norris za války sestřelil německé bojové letadlo tak, že na něj namířil prst a řekl: „Bang!"
- Postavil přístřešek, aby ho jeho matka měla kde porodit.
- V baseballu není žádný doping. Jen hráči, na které Chuck Norris dýchl.
- Když Chuck Norris dělá kliky, nezvedá sebe ze země, ale zatlačuje Zemi dolů.
- Chuck Norris je jediný na světě, kdo umí telefonovat za jízdy... z telefonní budky.
- Chuck Norris dokáže pálit mravence lupou. V noci.
- Bůh stvořil život. Chuck Norris stvořil Boha.
- Chuck Norris umí spojit USA a USB.
- Chuck Norris běhá rychle. Na sto metrů předběhne svůj stín o deset vteřin.
- Chuck Norris zabil Mrtvé moře.
- Chuck Norris vynalezl všechna písmena abecedy.
- Chuck Norris dokáže zneškodnit bombu i po výbuchu.
- Pokud se chce někdo vloupat k Chucku Norrisovi, tak pozor. Sebevražda není řešení!
- Chuck Norris hodil granát a zabil 30 lidí. Granát poté explodoval.